# Pekhorka
Pekhórka er en flod i Moskva oblast i Rusland. Den er en venstre biflod til floden Moskva). Den er 42 km lang, med et afvandingsområde på 513 km².
Langs floden ligger byerne Balasjikha og Zjeleznodorozjnyj, og de bymæssige bebyggelser Tomilino og Kraskovo. I 1800-tallet blev floden meget brugt som kraftkilde for bomuldsfabrikkerne i Balasjikha, og mange af reservoirerne og vandvejene eksisterer stadig.
I 1971 var floden inkluderet i Moskvas generaludviklingsplan, som blandt andet omfattede bygning af en bådkanal øst for Moskva for at mindske belastningen på den stærkt trafikerede Moskva-flod. Pekhorka ville have blevet en del af Ljubertsy-reservoiret, men kanalen blev aldrig bygget.
55°50′10″N 37°52′50″Ø / 55.83622°N 37.88047°Ø